# Opius dariae
Opius dariae är en stekelart som beskrevs av Fischer 1972. Opius dariae ingår i släktet Opius och familjen bracksteklar. Inga underarter finns listade i Catalogue of Life.